# Ivan Pereira
Ivan Pereira (nacido el 1 de junio de 1964 en Vasai, Maharashtra, India) es un obispo católico indio, quien fue ordenado como obispo el 21 de febrero de 2015 tras haber sido nombrado el 3 de diciembre de 2014 como obispo de la Diócesis de Jammu-Srinagar en la India por el papa Francisco. El 15 de mayo de 1993 fue ordenado sacerdote sirviendo hasta entonces como sacerdote en la diócesis que hoy en día preside.

## Biografía
Fray Ivan Pereira nació el 1 de junio de 1964. Fue ordenado sacerdote en Jammu en 1993 y sirvió en diferentes actividades en la diócesis de Jammu-Srinagar como asistente parroquial, sacerdote, párroca de diferentes lugares, rector de escuelas católicas y del seminario menor San Pablo, secretario del consejo regional católico, vicario general y secretario del señor obispo. También fue director regional de la Asociación de cristianos jóvenes hindúes. Secretario y presidente de la Conferencia regional de sacerdotes diocesanos y director del Consejo diocesano de educación hasta que fue nombrado como obispo por el papa Francisco el 3 de diciembre de 2014.